# Fairfield (Kalifornien)
Fairfield ist eine Stadt im Solano County im US-Bundesstaat Kalifornien mit 119.881 Einwohnern (Stand: 2020) und Sitz der County-Verwaltung. Das Stadtgebiet hat eine Größe von 97,6 km². Die Stadt liegt auf halber Strecke zwischen San Francisco und Sacramento und hat etwas weniger Einwohner als Vallejo, die andere Großstadt im County. Andere Städte in der Nähe sind Suisun City, Vacaville, Rio Vista, Benicia und Napa.

## Geschichte
Die frühesten Einwohner des Gebiets siedelten in der heutigen Region von Rockville und Green Valley. Im Gebiet gefundene Gegenstände sind 5000 bis 6000 Jahre alt, es gibt hier einige der ältesten Indianersiedlungen im nördlichen Kalifornien. 1810 griff das spanische Militär die Suisun-Indianer an.
Fairfield wurde 1856 vom Klipperkapitän Robert H. Waterman gegründet, der die Stadt nach seiner Heimatstadt Fairfield, Connecticut benannte.

## Demographie
Nach dem Zensus von 2010 hatte Fairfield 105322 Einwohner. Die Bevölkerungsdichte war 1,080.5/km². Laut der Volkszählung von 2010 hatten die 48407 Weißen einen Anteil von 46 % an der Gesamtbevölkerung der Stadt. Die Afroamerikaner hatten einen Anteil von 15,7 %, die Ureinwohner bildeten mit 0,8 % bzw. 869 Personen die kleinste Bevölkerungsgruppe. Eine stark zunehmende Bevölkerungsgruppe bilden die Asiaten, überwiegend Filipinos, Inder, Chinesen, Japaner, Koreaner, und Vietnamesen. 27,3 % der Bevölkerung sind Hispanics.
Es gab 34484 Haushalte, 14725 davon hatten Kinder unter dem Alter von 18 Jahren, 18461 davon waren verheiratete Ehepaare. 15,1 % der Haushalte waren alleinstehende Frauen, 6,3 % alleinstehde Männer. Es waren 2052 (6,0 %) unverheiratete andersgeschlechtliche Partnerschaften. 6802 Haushalte hatten eine alleine lebende Haushälter, davon hatten 2500 Haushalte einen 65 Jahre alten oder älteren Haushälter. Die durchschnittliche Haushaltsgröße war 2.98. Es gab 25843 Familien, die durchschnittliche Familiengröße war 3.42.

## Größte Arbeitgeber
Bei Fairfield befindet sich die Travis Air Force Base der USAF und die Zentrale von Jelly Belly. Die Versicherungsgesellschaft Partnership HealthPlan of California hat ihren Sitz in Fairfield, und Anheuser-Busch betreibt eine große regionale Brauerei in Fairfield.
Nach dem Financial Report 2021/2022 der Stadt sind die größten Arbeitgeber:
| #  | Arbeitgeber                              | Mitarbeiter |
| -- | ---------------------------------------- | ----------- |
| 1  | Travis Air Force Base                    | 13.414      |
| 2  | County of Solano                         | 2.633       |
| 3  | Fairfield-Suisun Unified School District | 2.213       |
| 4  | NorthBay Healthcare Center               | 1.969       |
| 5  | Solano Community College                 | 750         |
| 6  | Partnership HealthPlan                   | 561         |
| 7  | City of Fairfield                        | 553         |
| 8  | Jelly Belly                              | 489         |
| 9  | Sutter Medical Foundation                | 475         |
| 10 | Westamerica Bank                         | 418         |

## Schulen
Oberschulen:
- Angelo Rodriguez High School
- Armijo High School (Internationales Bakkalaureatprogramm)
- Fairfield High School
- Sem Yeto High School (bei Fairfield High School)
- Sem Yeto Satellite (bei Armijo High School)
- Vanden High School

Mittelschulen:
- B. Gale Wilson Middle School
- Crystal Middle School
- Grange Middle School
- Golden West Middle School
- Green Valley Middle School

Grundschulen:
- Anna Kyle Elementary School
- Center Elementary School
- Cleo Gordon Elementary School
- Cordelia Hills Elementary School
- David Weir K-8 Preparatory Academy
- Dover Academy for International Studies (K-8)
- Sheldon Academy of Innovative Learning (K-8) (1:1 Technology focus)
- Fairview Elementary School
- K. I. Jones Elementary School (GATE Magnet Site)
- Laurel Creek Elementary School
- Nelda Mundy Elementary School
- Oakbrook K-8 School (Visual & Performing Arts focus)
- Rolling Hills Elementary School
- Scandia Elementary School
- Suisun Valley K-8 School
- Tolenas Elementary School
- Travis Elementary School

Vanden High School, Golden West Middle School, Travis Education Center, Travis Community Day School, Center Elementary School, Scandia Elementary School, und Travis Elementary School sind Teile des Travis Unified School District (TUSD) und dienen der Travis Air Force Base und Teile Von Fairfield und Vacaville. Golden Hills Community School ist ein Teil von Solano County Office of Education (SCOE). Alle andere sind Teile vom Fairfield-Suisun Unified School District (FSUSD).
Universitäten und Hochschulen in der Nähe: California Maritime Academy (CSU), UC Davis, UC Berkeley, Sacramento State, CSU East Bay, Sonoma State, St. Mary’s College, University of Phoenix und Brandman University. Der Hauptcampus der Solano Community College ist in Fairfield zu finden. Die Campus von University of Phoenix, Brandman University, InterCoast Colleges, und Embry Riddle Aeronautical University (bei Travis AFB) sind in der Stadt.

## Söhne und Töchter der Stadt
- Quinto Maganini (1897–1974), Komponist, Flötist und Dirigent
- Tom Barnes (* 1959), Bobsportler
- Jeffrey Meek (* 1959), Schauspieler
- Teodross Avery (* 1973), Jazzsaxophonist
- Keshia Baker (* 1988), Sprinterin
- Jason Verrett (* 1991), American-Football-Spieler
- Sasha Banks (* 1992), Wrestlerin
- Jessika Cowart (* 1999), philippinische Fußballspielerin